# Море Банда

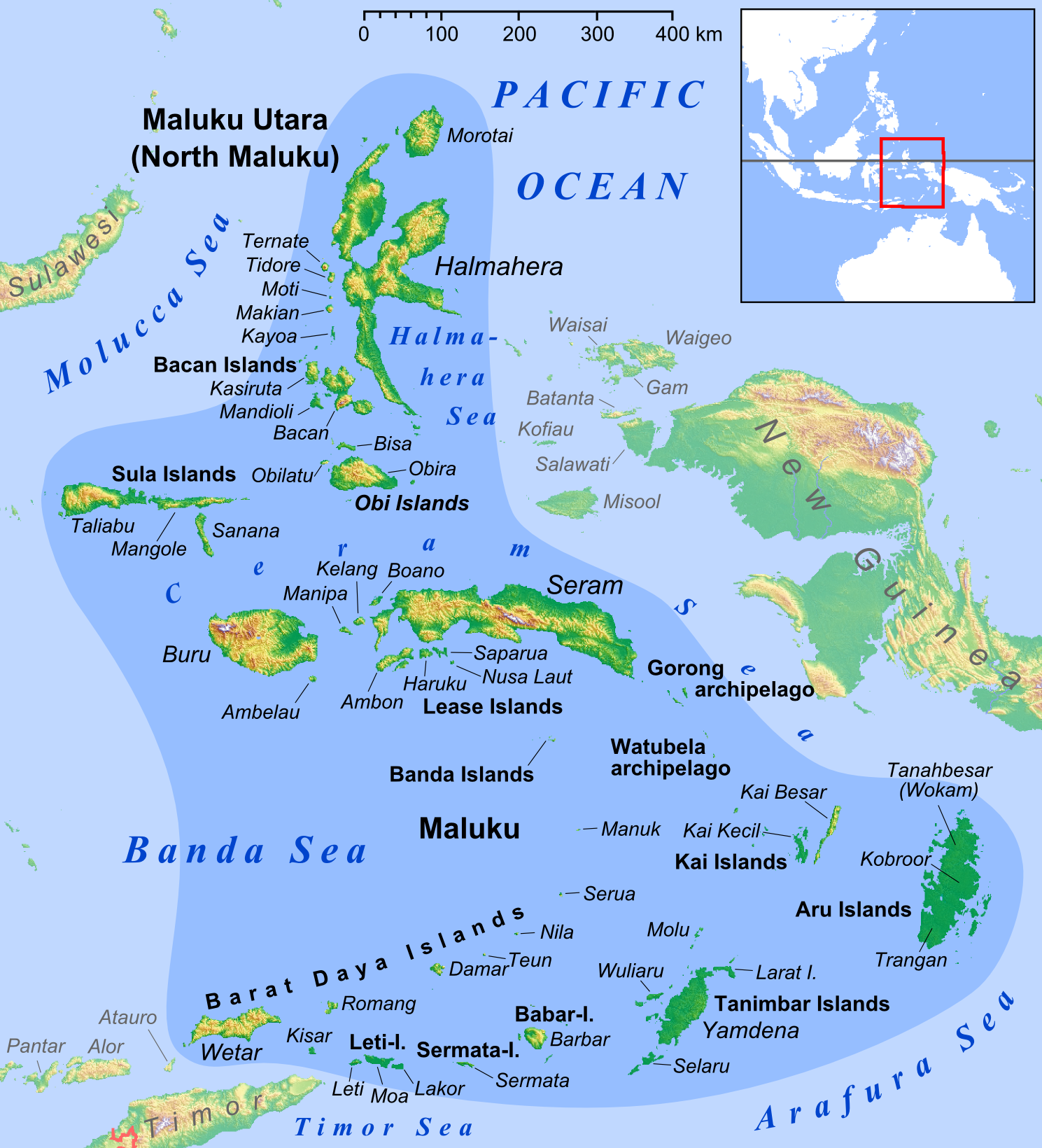
Море Банда, в центрі острови Малуку

Море Ба́нда — море на заході Тихого океану, в Індонезії, між островами Малайського архіпелагу; 714 тис. км² глибина до 7440 м; коралові рифи; порт Амбон.
Є частиною так званого Австрало-Азійського Середземного моря.

## Клімат
Північна частина акваторії моря лежить в екваторіальному кліматичному поясі, тоді як південна — в субекваторіальному. Над північною частиною моря увесь рік панують екваторіальні повітряні маси. Клімат жаркий і вологий зі слабкими нестійкими вітрами. Сезонні амплітуди температури повітря часто менші за добові. Зволоження надмірне, часті зливи й грози. На півдні влітку переважають екваторіальні повітряні маси, взимку — тропічні. Сезонні амплітуди температури повітря незначні. У літньо-осінній період часто формуються тропічні циклони.

## Біологія
Акваторія моря утворює власний екорегіон моря Банда центральної індо-тихоокеанської морської зоогеографічної провінції. У зоогеографічному відношенні донна фауна континентального шельфу й острівних мілин до глибини 200 м відноситься до індо-західнопацифічної області тропічної зони.